# Ferrari 348
La Ferrari 348 (nome in codice Tipo F119) è un'autovettura sportiva prodotta dal 1989 al 1994 dalla casa automobilistica italiana Ferrari. Nelle versioni TB, TS e successivi sviluppi fu commercializzata in sostituzione della Ferrari 328.
È stato l'ultimo modello della cosiddetta "epoca Enzo Ferrari": infatti il primo progetto della 348 risale al 1980 mentre quello definitivo è del 1985; è stato altresì il primo modello Ferrari commercializzato dopo la morte del fondatore della casa di Maranello.

## Nome
Anche in questo caso, come in molti precedenti, per la sigla che denomina l'auto fu scelta l'indicazione numerica della cilindrata, 3,4 litri (3.405 cm³ per l'esattezza) da cui 34, seguita dall'indicazione del numero dei cilindri 8. Invece le sigle "TB" e "TS" stanno rispettivamente per "Trasversale Berlinetta" e "Trasversale Spider". Il termine "Trasversale" è riferito alla posizione del cambio rispetto all'asse longitudinale della vettura. Il motore V8, montato centralmente, è invece in posizione longitudinale.
La coupé, denominata TB, è caratterizzata dalla tipica carrozzeria berlinetta mentre la TS è dotata di hard-top asportabile che la fa inserire nel tipo di auto definite come targa. Il primo esemplare prodotto fu una 348 TS bianca con specifiche del Nord America.

## Storia

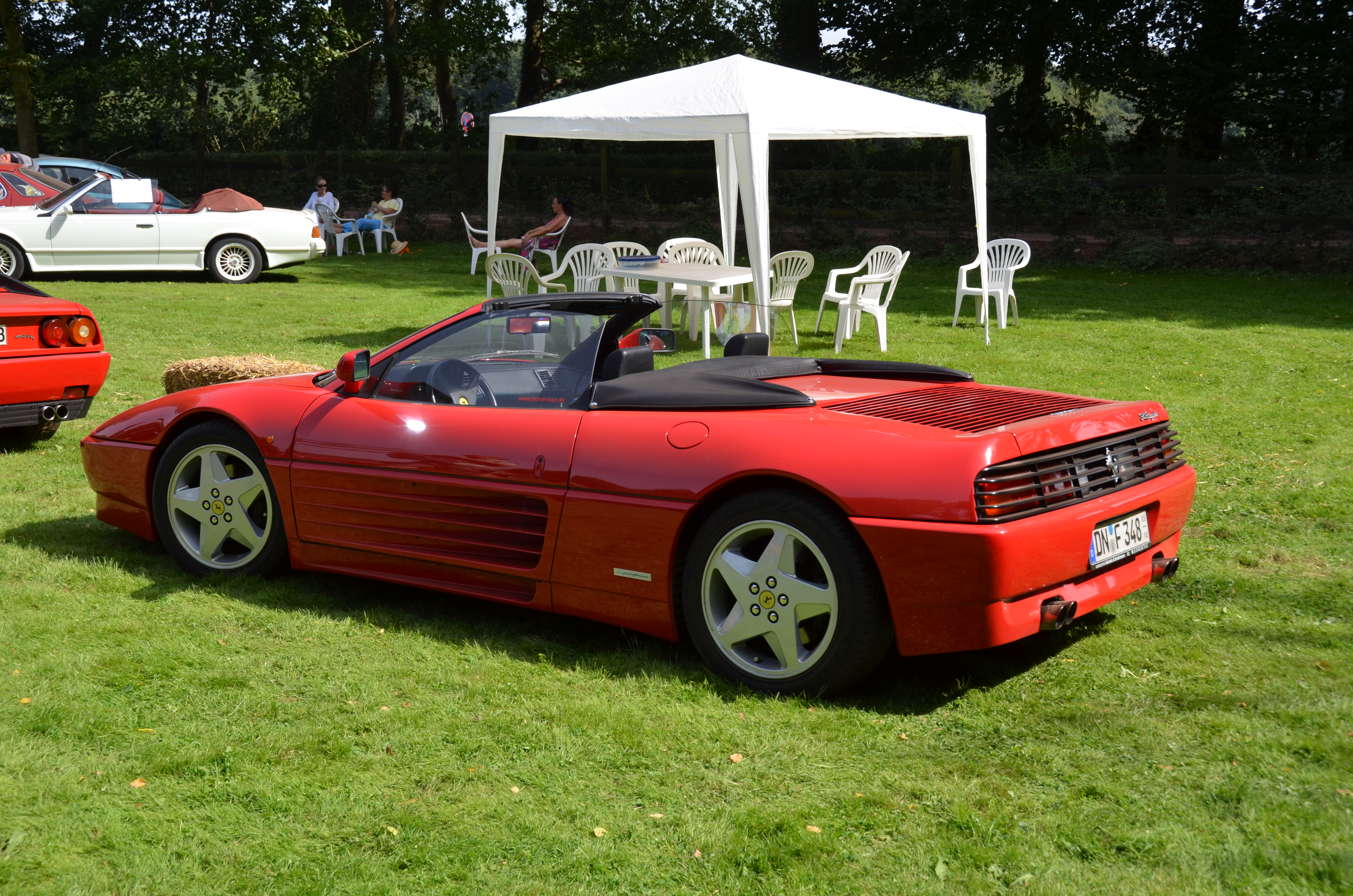
Ferrari 348 Spider

La Ferrari 348 fu presentata nel mese di settembre del 1989 al Salone dell'automobile di Francoforte. Il prezzo di listino, al momento del debutto, era di 140 milioni di lire.
Il design della 348 si deve a Leonardo Fioravanti che prestava la sua opera presso Pininfarina ed era contraddistinto dai fari anteriori a scomparsa e dalle fiancate laterali a lamelle mutuate dalla Ferrari Testarossa. Per questo particolare la 348 è soprannominata "la piccola Testarossa".
Nel 1993 fu introdotta la 348 Spider con capote in tela ripiegabile. Questa versione portò in dote alla gamma anche diversi aggiornamenti di natura sia estetica che meccanica, e la nuova denominazione delle precedenti versioni TB e TS rispettivamente in GTB e GTS. La potenza aumentò da 300 a 320 CV; l'alettone anteriore e le minigonne laterali erano ora in tinta con la carrozzeria a differenza di prima che erano nere.

### Critica
La 348 viene ricordata con giudizi contrastanti dagli addetti ai lavori. Pochi mesi dopo il lancio,  in un test per la rivista specializzata Quattroruote, l'allora pilota di Formula 1 Ivan Capelli ne descrisse «un comportamento simile ad un'auto da corsa e, in determinate situazioni, [...] persino più nervoso ed immediato di quelle della mia Formula 1», sottolineando pregi come «grande velocità di reazione, notevole precisione e buona sensibilità» ma ponendo anche accento negativo sul fatto che, quando portata al limite, patisse un forte e improvviso sovrasterzo, difficile da prevenire e governare.
Negli anni seguenti la 348 si guadagnò suo malgrado una reputazione fortemente negativa, i cui pareri più accesi arrivarono, paradossalmente, dagli stessi uomini Ferrari: tra gli altri, per l'ex direttore tecnico Mauro Forghieri e l'ex ingegnere Nicola Materazzi, entrambi fuoriusciti da Maranello prima del lancio della vettura, è stata rispettivamente «il peggior progetto mai realizzato in Ferrari» e un'«auto instabile e pericolosa», mentre l'ex presidente Luca Cordero di Montezemolo, arrivato in Ferrari con la 348 già sul mercato, la ricorda come una «macchina di merda, che fa rumore e non si muove».
A distanza di decenni, tale nomea è stata in parte confutata dalla stampa specializzata, la quale, pur non negando l'evidente e problematico comportamento sovrasterzante della 348, ha tuttavia bollato la gran parte delle critiche che si porta appresso come ingiustificate, frutto più di preconcetti nati «da guidatori abituati a domare [...] 400CV [...] soltanto se tenuti al guinzaglio dall'elettronica» – la 348 era invece priva anche del servosterzo –; insomma un'auto figlia dei suoi tempi e che, pur se «non raggiunge la raffinatezza dei modelli che l'hanno seguita», rimane uno dei progetti più interessanti di quel decennio.

## Produzione
Il primo esemplare prodotto in serie è stato un 348 TS di colore bianco in versione America.
Complessivamente la 348 fu prodotta in 8 708 esemplari così suddivisi:
- 2 894 esemplari nella versione TB[1] (130 con la guida a destra);
- 4 228 nella versione TS[2] (26 con la guida a destra);
- 222 esemplari nella versione GTB (14 con la guida a destra);
- 218 esemplari nella versione GTS (15 con la guida a destra);
- 1 146 esemplari nella versione Spider (68 con la guida a destra).

Inoltre furono costruiti: 56 esemplari nella versione "GT Competizione" e cento esemplari "Serie Speciale USA".
Sono da citare le 348 personalizzate da Zagato (ventidue esemplari) e Michelotto Automobili (undici esemplari).
La Ferrari 348 fu sostituita nel catalogo Ferrari dalla F355 presentata nel 1994. Nell'ultimo anno di produzione, la Ferrari 348 costava circa 180 milioni di lire.

## Caratteristiche tecniche

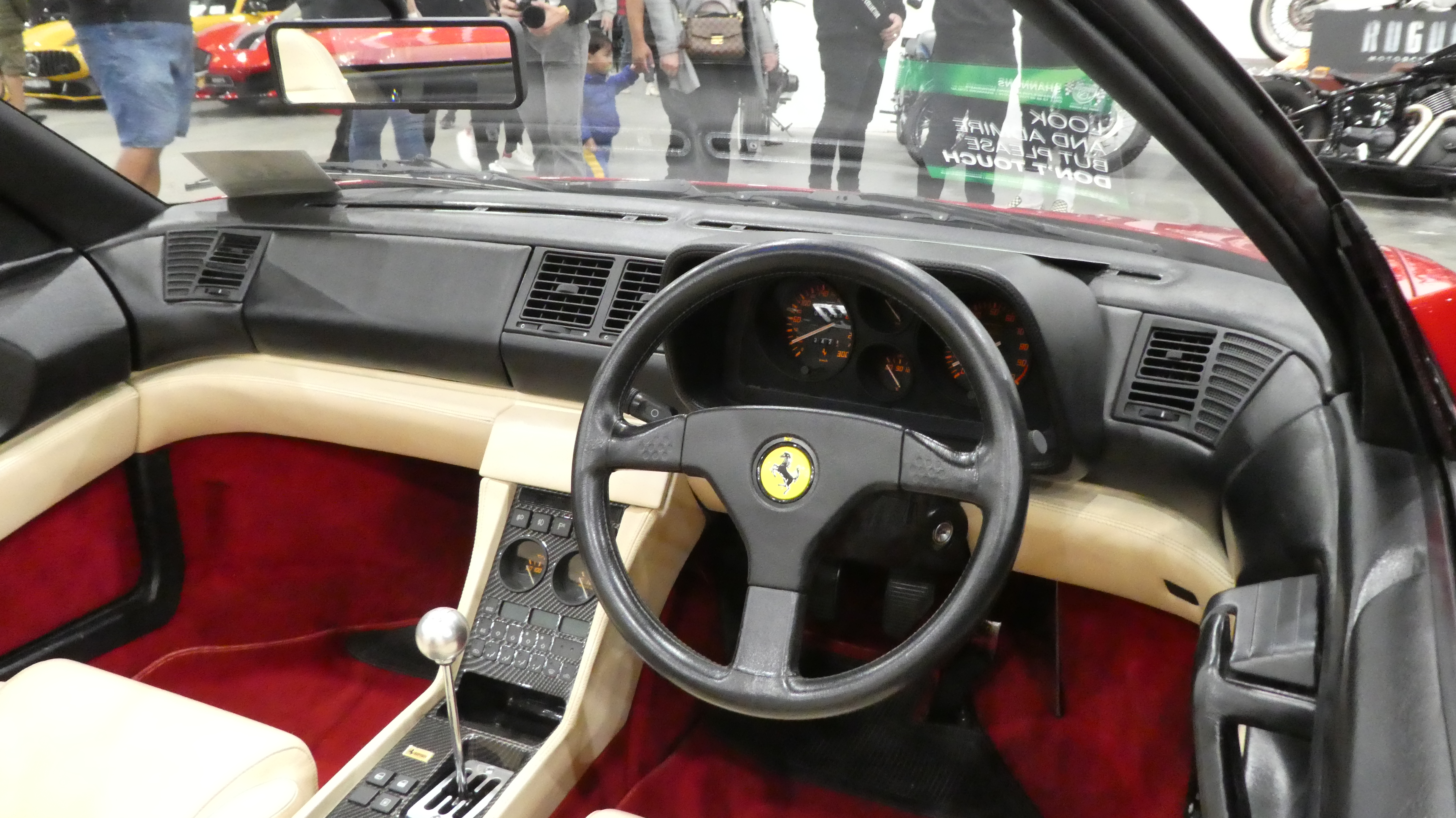
Interni con guida a destra

La 348 ha rappresentato un cambiamento radicale della filosofia costruttiva Ferrari.
Per la prima volta nella storia della Ferrari su produzione di serie, il telaio non è interamente tubolare ma è composto da due semitelai imbullonati tra loro: uno scatolato in acciaio con elementi rettangolari di sezione variabili che ospita l'abitacolo e un sottotelaio tubolare posteriore che ospita il motore. La carrozzeria è in acciaio con alcuni particolari in alluminio come i portelloni anteriore/posteriore e vetroresina come le lamelle nelle fiancate delle portiere e i paraurti anteriore/posteriore. I test eseguiti in Ferrari sul telaio della 348 rilevarono un incremento del 60% della rigidità torsionale rispetto ai telai interamente tubolari delle auto precedentemente prodotte arrivando a superare i 1000 kg·m/°, ovvero un valore mai raggiunto prima.
Tra le prime volte, la 348 è stata la prima Ferrari della storia il cui motore V8 aspirato era equipaggiato con l'iniezione elettronica nonché con lo stesso propulsore montato in posizione longitudinale. Inversamente, è stato l'ultimo modello disegnato da Leonardo Fioravanti per la casa di Maranello e, a livello tecnico, l'ultimo a montare un motore V8 dotato di cambio esclusivamente manuale nonché a cinque marce, l'ultimo a disporre dell'inserimento della prima marcia in basso e l'ultimo privo di servosterzo e airbag. È inoltre l'unico modello nella storia della Ferrari ad essere equipaggiato con cerchi che presentano le razze a elica appositamente studiati per il lato ove vanno montati e che, generando un vortice d'aria, lo convogliano sui dischi freno al fine di incrementarne il loro raffreddamento e quindi il loro rendimento. 
La 348 si trova particolarmente a suo agio nell'uso sportivo essendo ben equilibrata e agile grazie al posizionamento centrale del suo motore V8, all'adozione del carter secco che ha permesso di avvicinare il motore al suolo di ben 13 cm rispetto ai modelli precedenti, all'assetto estremamente rigido che la rende quasi priva di rollio e grazie al suo sterzo preciso e diretto che la rende estremamente reattiva.
Le performance dell'auto la pongono al top relativamente alle vetture della sua epoca. La casa dichiara uno 0-100 km/h di 5,6 secondi, il quarto di miglio (402 metri) in 13,7 e la velocità di punta di 275 km/h.
I risultati di alcuni test, effettuati con la 348, sono migliori di quelli dichiarati: uno 0-100 in 5,5 secondi, il quarto di miglio in 13,3 e una velocità di punta di 278 km/h. Un test condotto nel circuito di Nardò ha ottenuto una velocità massima di 285,6 km/h con una 348 TB.
Con la versione seguente, 348 GTB, la Ferrari ha migliorato ulteriormente le performance. La casa dichiara uno 0-100 in 5,4, il quarto di miglio in 13,4 e una velocità di punta di 280 km/h. Però anche con questa versione, in diversi test si ottennero risultati migliori. Uno 0-100 in 5,3, il quarto di miglio in 13,1 e la velocità di 281 km/h. Con la 348 GTB non furono effettuati test a Nardò.

## Versioni speciali

### 348 Challenge

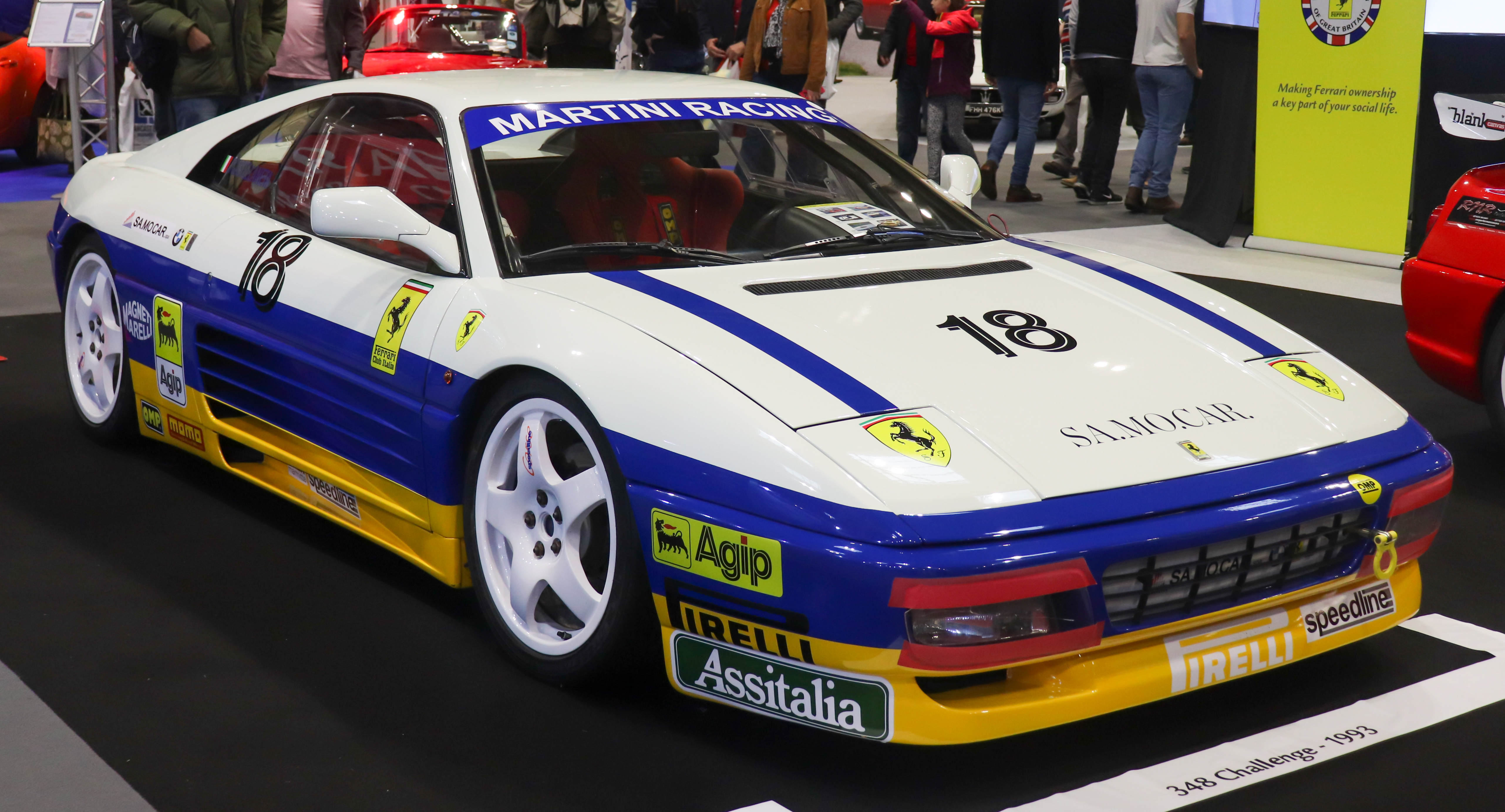
Una Ferrari 348 Challenge, allestita per il Ferrari Challenge

Dal 1993 al 1995 fu allestita la versione da competizione, ovvero la 348 Challenge. Questa versione non era altro che una 348 TB oppure TS equipaggiata con un kit fornito a pagamento dalla stessa Ferrari che comprendeva scarichi diretti, sedili in carbonio, roll-bar, assetto ribassato, cerchi da 18 pollici in magnesio, estintore di bordo e altri particolari per incrementare le prestazioni del motore oltre al supporto tecnico in pista per la partecipazione al campionato monomarca "Ferrari Challenge" che nacque nel 1993 proprio con la 348. Fu sostituita dalla F355 Challenge nel 1995.

### 348 GT Competizione
Si tratta di una versione in serie limitata prodotta nel 1994 e che rappresenta l'evoluzione della GTB/GTS. Monta lo stesso propulsore di questa serie ma, in aggiunta, viene equipaggiata con un impianto di scarico in acciaio inox e presenta una rielaborazione dei condotti di aspirazione che le fanno guadagnare 10 CV. rispetto ai 320 cavalli delle GTB/GTS di serie. Monta cerchi scomponibili in magnesio della Speedline da 18 pollici, sedili avvolgenti in carbonio, pedaliera in alluminio mentre diversi componenti (paraurti, pannelli interni delle porte, ecc.) sono in carbonio o kevlar allo scopo di alleggerire il peso complessivo della vettura che, in questa versione, si riduce a 1 300 kg. La velocità massima è di 280 km/h con una potenza di 330 CV a 7 500 giri/min. Ogni modello presenta sul volante il numero progressivo dell'esemplare prodotto.

### 348 Serie Speciale
Si tratta di una versione speciale della serie TB/TS destinata esclusivamente al mercato degli Stati Uniti d'America costruita tra il 1992 e il 1993. Rispetto alle TB/TS, monta un piccolo spoiler al paraurti anteriore, sedili avvolgenti monoblocco e i fari posteriori sono a vista (non è presente la griglia nera dotata su tutte le altre versioni). A livello motoristico, presenta i rapporti del cambio rivisti che le fanno guadagnare qualche km in più in velocità massima rispetto alla serie TB/TS.

### 348 GTC Michelotto

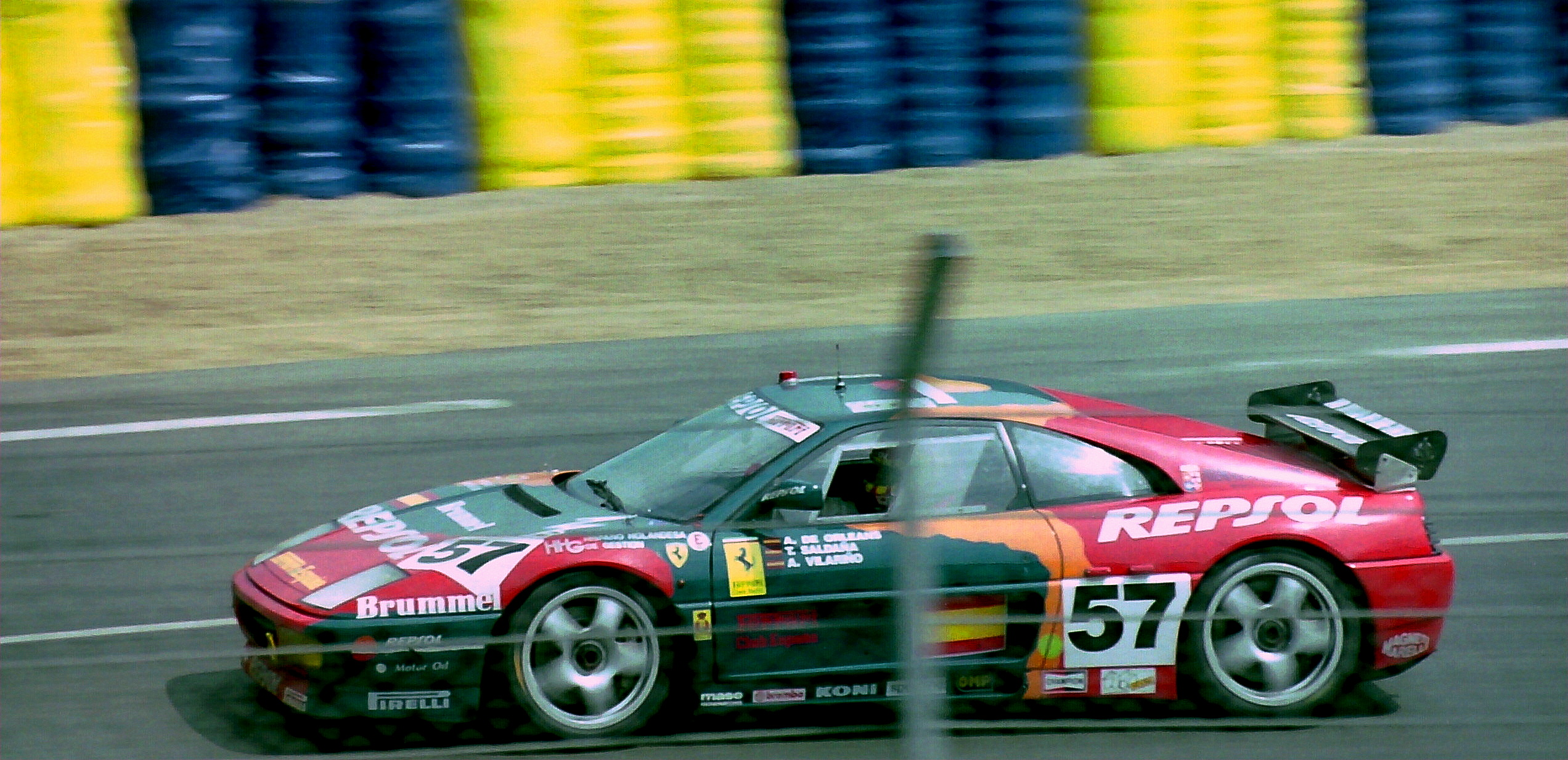
Una 348 GTC Michelotto in gara alla 24 Ore di Le Mans 1994

Lo storico preparatore italiano Michelotto Automobili preparò undici 348 per la 24 Ore di Le Mans. Queste hanno uno spoiler posteriore, un abitacolo molto spartano e dotato di roll-bar e una potenza di 360 CV. L'auto montava sospensioni e freni derivanti da una Ferrari F40 LM.
La 348 GTC Michelotto partecipò all'edizione 1994 della 24 Ore di Le Mans, ottenendo un undicesimo posto assoluto e un quarto posto di categoria.